# Pavel Schmidt
MUDr. Pavel Leo Edmund Schmidt (9. února 1930, Bratislava – 14. srpna 2001, Švýcarsko) byl československý sportovec, veslař, skifař, olympijský vítěz z LOH 1960 v Římě spolu s Václavem Kozákem. Československo reprezentoval 11 let. V této sestavě reprezentoval také na ME 1961 v Praze, kde získal stříbro.
Po skončení kariéry se stal trenérem. V roce 1967 vedl mexickou reprezentaci, po okupaci v roce 1968 se do Československa nevrátil. Později lékař, který v roce 1969 odešel do Švýcarska a provozoval psychiatrickou praxi. Měl ženu Marii a syna Pavla.